# کمپین واژه جدید «سنتوروم»

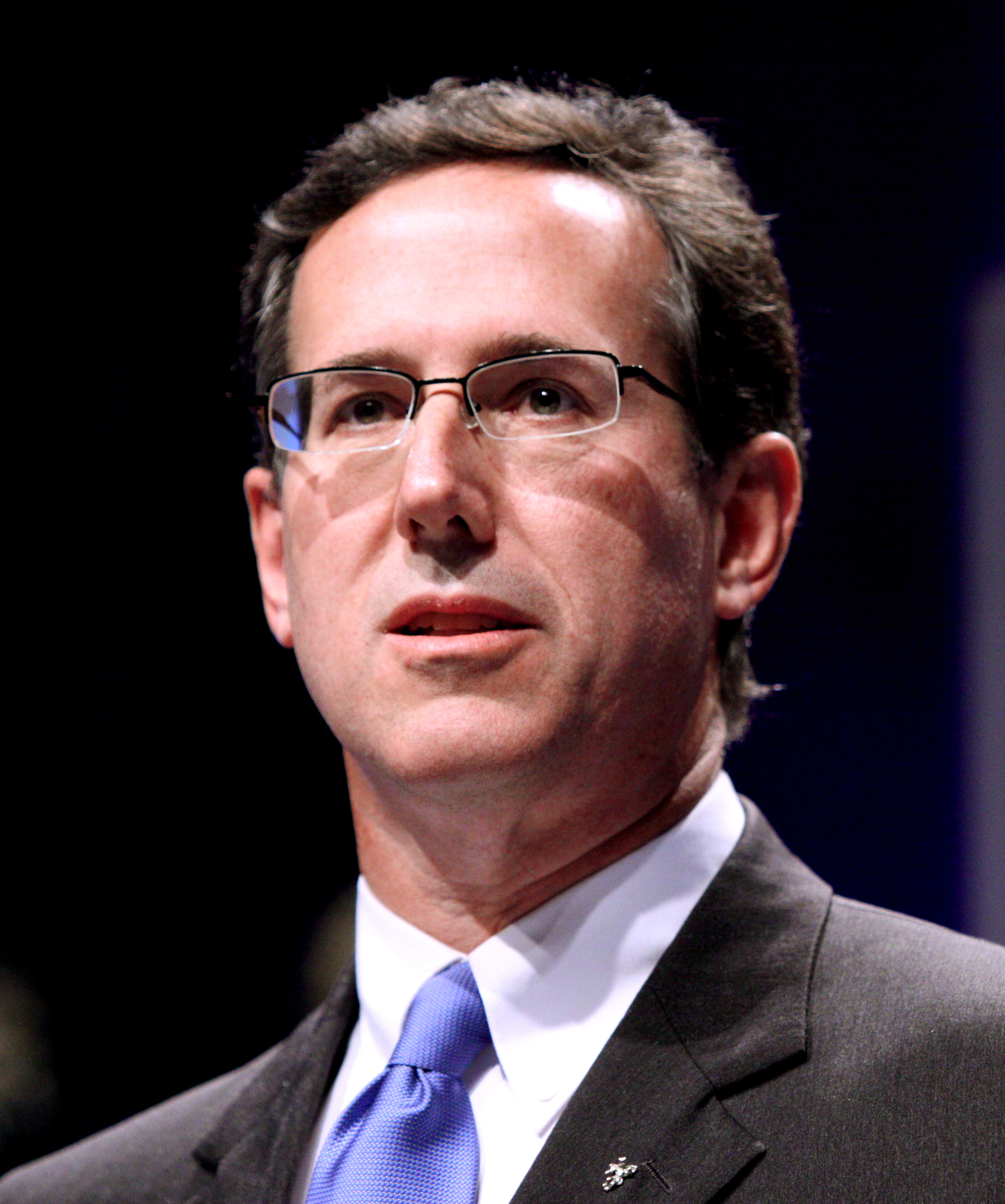
ریک سنتوروم

کمپین واژه جدید «سنتوروم» در سال ۲۰۰۳ و با مسابقه‌ای آغاز شد که دن سوج، فعال حقوق دگرباشان و نویسندهٔ یک ستون مسائل جنسی در آن از خوانندگانش خواسته بود معنای جدیدی برای واژهٔ سنتوروم (به انگلیسی: santorum) پیشنهاد کنند. سنتوروم اشاره به ریک سنتوروم، سناتور وقت ایالات متحد آمریکا، دارد که یکی از مخالفان سرسخت قانونی‌سازی ازدواج همجنس‌گرایان است. در مدت کوتاهی وبسایت‌های santorum.com و spreadingsantorum.com که دن سوج برای این مسابقه ساخته بود اولین نتایجی بودند که موتورهای جستجوی وب گوگل، یاهو! جستجو و بینگ در جستجوی واژه «سنتوروم» نشان می‌دادند.
در سال ۲۰۱۰ سوج اعلام کرد که تنها در صورتی سایتها را تعطیل می‌کند که سنتوروم مبلغ ۵ میلیون دلار به خیریه‌ای با فعالیت‌های مرتبط به ازدواج همجنس‌گرایان اهدا کند. در سپتامبر ۲۰۱۱ سنتوروم از گوگل خواست که سایت‌های مذکور را از نتایج جستجو حذف کند که با پاسخ منفی گوگل مواجه شد.